# ریاض غندری
ریاض غندری (انگلیسی: Riadh Ghandri؛ زادهٔ ۱۸ فوریهٔ ۱۹۷۳) بازیکن والیبال اهل تونس بود.